# André de La Barre
Pour les articles homonymes, voir La Barre.
André de La Barre, dit « Pioche », né le 30 novembre 1749 à Fort Missouri en Louisiane et mort le 7 juin 1794 près de Figueras en Espagne, est un général de division de la Révolution française.

## Biographie
Il entre en service le 1er juin 1759 comme cadet à l’aiguillette dans les troupes des colonies, il devient aspirant dans l’artillerie le 20 avril 1764. Le 1er avril 1767, il est volontaire dans les carabiniers, et le 11 avril 1770 il passe dans la légion de Lorraine avec le rang de sous-lieutenant de dragons sans appointement. Il est confirmé dans ce grade le 26 octobre 1772 et nommé lieutenant en second le 5 décembre 1776 dans le régiment de Condé-dragons. Il participe à la campagne d’Amérique sous les ordres de l’amiral d’Estaing, au cours de laquelle il est blessé en septembre 1779 lors du Siège de Savannah. Il est fait chevalier de Saint-Louis le 20 janvier 1780.
De retour en France, il obtient une réforme de capitaine au régiment de Royal-Cravates le 4 juillet 1780, et par permutation, il passe au régiment Royal-Normandie le 20 janvier 1784. Le 1er juin 1785, il est nommé adjoint à l’état-major de l’armée et devient le 1er juillet 1788 aide-maréchal-général des logis avec rang de major. Il est nommé lieutenant-colonel le 25 juillet 1791 au 15e régiment de dragons puis colonel le 23 novembre suivant, et est employé à l’armée d’Italie.
Promu général de brigade provisoire le 25 juin 1793, La Barre est confirmé dans son grade le 22 août suivant et sert au siège de Toulon sous les ordres du général Dugommier. Le 17 décembre 1793, il commande une colonne à la prise d’une redoute anglaise. Affecté à l’armée des Pyrénées-Orientales, il est nommé général de division le 5 janvier 1794. Le 1er mai suivant, à la bataille du Boulou, il achève par une charge de cavalerie la déroute espagnole. Il est mortellement blessé le 7 juin 1794, entre Roses et Figuères, à la tête de sa cavalerie. 

## Sources
- (en) « Generals Who Served in the French Army during the Period 1789 - 1814: Eberle to Exelmans »
- Jacques Charavay, Les généraux morts pour la patrie, 1792-1871 : notice biographiques, Au siège de la société, 1893, 160 p. (lire en ligne), p. 21.
- Docteur Robinet, Jean-François Eugène et J. Le Chapelain, Dictionnaire historique et biographique de la révolution et de l'empire, 1789-1815, volume 2, Librairie Historique de la révolution et de l’empire, 886 p. (lire en ligne), p. 256.
- Georges Six, Dictionnaire biographique des généraux & amiraux français de la Révolution et de l'Empire (1792-1814) Paris : Librairie G. Saffroy, 1934, 2 vol.